# 友邦大廈
友邦大廈（1969年3月－2019年4月）曾是香港一座商業大廈，位於灣仔司徒拔道1號，樓高27層（包括地庫）。友邦大廈由巴馬丹拿合伙人木下一設計及興建，曾獲1969年香港建築師學會銀獎牌。
友邦大廈曾是友邦保險在香港的總部，重建後總部遷回原址。
2019年4月，友邦保險辦事處暫時遷出友邦大廈，展開重建工程，重建後的大廈由劉榮廣伍振民建築師事務所設計，協興建築承建，2023年完成。2024年5月27日，重建後的友邦大廈正式投入使用。

## 外部連結
维基共享资源上的相關多媒體資源：友邦大廈